# Revni milijonar
Revni milijonar (izvirno Slumdog Millionaire) je britanski film iz leta 2008, ki ga je režiral Danny Boyle, scenarij zanj je napisal Simon Beaufoy (priredba romana Q&A Vikasa Swarupa), v Indiji pa ga je sorežirala Loveleen Tandan.

## Vsebina
Film govori o 18-letni mumbajski siroti - Jamalu Maliku - ki dobi priložnost za sodelovanje v kvizu Lepo je biti milijonar. Voditelj, ugledni televizijec Prem Kumar, ne skriva svoje vzvišenosti nad Jamalom, saj ta prihaja iz barakarskega predmestja Mumbaja in njegova skromna pojava ne vzbuja upanja da bo znal odgovoriti na veliko vprašanj (s tem pa povečeval gledanosti). Vendar Jamal na presenečenje vseh pravilno odgovori na vsa zastavljena vprašanja in se prebije do zadnjega za 20.000.000 rupij, tu pa se oddaja za ta dan konča.
Voditelj posumi, da Jamal goljufa, in ga prijavi policiji. Film se začne s prizorom zasliševanja na policijski postaji. Jamal ob posnetkih oddaje prejšnji dan preiskovalcu pove svojo življenjsko zgodbo, skozi katero gledalec izve, kako je po naključju poznal odgovore na vsa zastavljena vprašanja.

## Nagrade in priznanja
Revni milijonar je bil nominiran za deset oskarjev, prejel jih je 8, največ med vsemi tistega leta, med drugim tudi za najboljši film in režijo. Prejel je tudi pet nagrad Critics' Choice, štiri zlate globuse in sedem baft, tudi za najboljši film.

## Zaslužek
Do 22. marca 2009 je film po vsem svetu zaslužil 272.230.893 ameriških dolarjev.